# Bräkne-Hoby
Bräkne-Hoby est une localité de Suède située dans la commune de Ronneby du comté de Blekinge. Elle couvre une superficie de 2,07 km2. En 2010, elle compte 1 689 habitants.